# Stoff- und Energiewechsel
Lebewesen können aufgrund ihres eigenen Stoff- und Energiewechsels verschiedenen Stoffwechsel-Formen zugeordnet werden. Alle Organismen benötigen einerseits Energie, um ihre Lebensprozesse aufrechtzuerhalten. Zur Energiegewinnung stehen ihnen prinzipiell verschiedene Wege zur Verfügung. Sie benötigen andererseits eine Kohlenstoffquelle, aus denen sie ihre Biomasse aufbauen. Auch für die Kohlenstoffgewinnung bestehen eine Reihe unterschiedlicher Möglichkeiten. Bei den Mikroorganismen gibt es vielfältige Formen solcher Stoff- und Energiewechsel. Die Einteilung in verschiedene Rein- und Mischformen ist daher besonders in der Mikrobiologie von großer Wichtigkeit und Vielfalt. Im Gegensatz dazu verhalten sich die meisten Vielzeller stoffwechselphysiologisch einförmig.

## Übersicht
Die verschiedenen Stoffwechsel-Formen werden nach drei Kriterien eingeteilt: Energiequelle, Elektronendon(at)or und Kohlenstoffquelle. Um sie begrifflich als Eigenheiten des Stoffwechsels zu kennzeichnen, wird ihren Bezeichnungen die Wortendung „-trophie“ angehängt (von altgriechisch τροφή trophḗ, deutsch ‚Ernährung‘).
| Energiequelle       | Licht               | Photo-  |        |       | -trophie |
| Energiequelle       | Redoxreaktion       | Chemo-  |        |       | -trophie |
| Elektronendon(at)or | anorganischer Stoff |         | Litho- |       | -trophie |
| Elektronendon(at)or | organischer Stoff   | Organo- |        |       | -trophie |
| Kohlenstoffquelle   | anorganischer Stoff |         |        | Auto- | -trophie |
| Kohlenstoffquelle   | organischer Stoff   | Hetero- |        |       | -trophie |

Zwei oder auch drei Merkmale können in einer Bezeichnung zusammengefasst werden. Grüne Pflanzen sind phototroph und lithotroph und autotroph. Sie werden dementsprechend bezeichnet als „photolithoautotroph“. Tiere und Pilze sind chemotroph und organotroph und heterotroph. Sie gelten demzufolge als „chemoorganoheterotroph“.
Die vorgestellte Übersicht zum Stoff- und Energiewechsel berücksichtigt nicht, ob ein Organismus Sauerstoff nutzt (Aerobie/Anaerobie).
Sie beachtet weiterhin nicht, wie seine Thermogenese geschieht (Endothermie/Ektothermie).
Darüber hinaus kennt die Biologie weitere Bedeutungen für das Wort Trophie.

## Art der Energiequelle: Phototrophie, Chemotrophie
Eine Energiequelle wird benötigt, um den Energieüberträger und kurzfristigen Energiespeicher Adenosintriphosphat (ATP) durch Phosphorylierung aus Adenosindiphosphat (ADP) und Phosphat zu synthetisieren. Die Spaltung des ATP in ADP und Phosphat liefert anschließend die Energie für energieverbrauchende Vorgänge, vor allem für den Aufbau von Biomasse.
- Phototrophie: Die Energiequelle ist Licht. Typische phototrophe Organismen sind grüne Pflanzen.
  - Radiotrophe Pilze können zusätzlich Energie aus ionisierender Strahlung gewinnen. Diese Form der Energiegewinnung wurde bisher nur für wenige Pilze mit dem Pigment Melanin beschrieben. Der Reaktionsmechanismus ist unklar.[2]
- Chemotrophie: Die Energiequelle sind exergone Stoffumsetzungen, in der Regel Redoxreaktionen. Alle nicht phototrophen Organismen sind chemotroph. Zu den chemotrophen Stoffwechselformen zählen Atmung und Gärung.

## Art des Elektronendon(at)ors: Lithotrophie, Organotrophie
Eine Elektronenquelle (Elektronendon(at)or, Reduktionsmittel) wird benötigt, um Reduktionen im Zuge des Baustoffwechsels durchzuführen. Als Elektronenüberträger zwischen der Elektronenquelle und den Stoffen des Baustoffwechsels fungieren Nicotinamidadenindinukleotid (NAD)+ und Nicotinamidadenindinukleotidphosphat (NADP+). Beide Moleküle werden zu diesem Zweck zu NADH bzw. NADPH reduziert. Die anschließende Oxidation des NAD(P)H (zurück zu NAD(P)+) liefert später die Elektronen für den Aufbau von Biomasse.
- Lithotrophie: Die Elektronen stammen aus der Oxidation anorganischer Stoffe. Typische lithotrophe Organismen sind nitrifizierende Bakterien.
  - Hydrotrophie: Die Elektronen stammen aus der Oxidation des anorganischen Stoffs Wasser. Damit ist die Hydrotrophie bloß eine bestimmte Form der Lithotrophie. Allerdings wird sie wegen ihrer Wichtigkeit gesondert herausgestellt.[3] Typische hydrotrophe Organismen sind grüne Pflanzen.
- Organotrophie: Die Elektronen stammen aus der Oxidation organischer Stoffe. Typische organotrophe Organismen sind Tiere.

## Art der Kohlenstoffquelle: Autotrophie, Heterotrophie
Eine Kohlenstoffquelle wird benötigt, um Biomasse aufzubauen.
- Autotrophie: Der Kohlenstoff stammt ausschließlich aus Kohlendioxid (CO2), beziehungsweise aus Hydrogencarbonat-Ionen (HCO3−). Typische autotrophe Organismen sind grüne Pflanzen.
- Heterotrophie: Der Kohlenstoff stammt mindestens teilweise aus organischen Verbindungen. Typische heterotrophe Organismen sind Tiere.

Organismen, die sowohl zur Autotrophie als auch zur Heterotrophie fähig sind, betreiben Mixotrophie.